# Nicetas Eugeniano
Nicetas Eugeniano fue un novelista bizantino que escribió en griego. Vivió en el siglo XII y fue discípulo y amigo de Pródromo. Su única obra conocida es Amores de Drosila y Caricles, una novela de amor en verso que probablemente fue compuesta para la boda de Esteban Comneno, de la familia de los Comnenos. El argumento trata de la invasión del rey de los partos al pueblo de Barzos. Entre los prisioneros se encuentra Drosila, una hermosa mujer, que es entregada a la reina.